# First Ditch Effort
First Ditch Effort è il tredicesimo album in studio del gruppo punk rock statunitense NOFX, pubblicato nel 2016.

Nel disco è contenuto un brano (I'm So Sorry Tony) dedicato alla prematura scomparsa del cantante e chitarrista Tony Sly, grande amico del frontman dei NOFX Fat Mike, mentre nella successiva canzone Generation Z cantano, oltre al predetto Fat Mike, le loro giovani figlie Darla Burkett e Fiona Sly.

## Tracce
1. Six Years on Dope – 1:32
2. Happy Father's Day – 1:14
3. Sid and Nancy – 2:22
4. California Drought – 3:14
5. Oxy Moronic – 3:56
6. I Don't Like Me Anymore – 2:30
7. I'm a Transvest-lite – 2:16
8. Ditch Effort – 1:47
9. Dead Beat Mom – 2:18
10. Bye Bye Biopsy Girl – 2:00
11. It Ain't Lonely at the Bottom – 1:33
12. I'm So Sorry Tony – 3:18
13. Generation Z – 5:07

## Formazione
- Fat Mike - basso, voce e chitarra acustica
- El Hefe - chitarra elettrica e voce
- Eric Melvin - chitarra elettrica e voce
- Erik Sandin - batteria